# Jednogodišnja resulja
Jednogodišnja resulja (jednogodišnji prosinac, štir, lat. Mercurialis annua), ljekovita jednogodišnja raslinja iz Europe (uključujući i Hrvatsku) i sjeverne Afrike.
Pripasa porodici mlječikovki.